# Shem Rodger
Shem Rodger (Hamilton, 4 de desembre de 1988) és un ciclista de Nova Zelanda. Combina la carretera amb el ciclisme en pista.

## Palmarès
- 2013
  - 1r al REV Classic